# Leptosiaphos hackarsi
Leptosiaphos hackarsi är en ödleart som beskrevs av  Witte 1941. Leptosiaphos hackarsi ingår i släktet Leptosiaphos och familjen skinkar. Inga underarter finns listade i Catalogue of Life.